# Burek (Dino Merlin)
Burek je deveti studijski album Dine Merlina iz 2004. godine. Sve pjesme je napisao Dino Merlin.

## Popis pjesama
| Broj | Pjesma                         | Autor                           | Producent                                                         |  |
| ---- | ------------------------------ | ------------------------------- | ----------------------------------------------------------------- |  |
| 1    | Burek                          | Dino Merlin                     | Dino Merlin, Srđan Kurpjel                                        |  |
| 2    | Zid                            | Dino Merlin                     | Dino Merlin, Mahir Sarihodžić, Mahir Beathouse                    |  |
| 3    | Želja                          | Dino Merlin                     | Dino Merlin, Mahir Sarihodžić, Zvonimir Dusper "Dus", Dino Šukalo |  |
| 4    | Majka ruži kćer                | Dino Merlin                     | Dino Merlin, Almir Buza                                           |  |
| 5    | Verletzt (feat. Edo Zanki)     | Dino Merlin, Edo Zanki          | Dino Merlin, Vilko Zanki                                          |  |
| 6    | Ti si mene (feat. Nina Badrić) | Dino Merlin                     | Dino Merlin, Enes Tvrtković                                       |  |
| 7    | Subota                         | Eldar Mansurov, Dino Merlin     | Dino Merlin, Srđan Kurpjel                                        |  |
| 8    | Sarajevo                       | Dino Merlin                     | Dino Merlin, Srđan Kurpjel                                        |  |
| 9    | Kad čovjek voli ženu           | Dino Merlin                     | Dino Merlin, Zvonimir Dusper "Dus", Dino Šukalo, Amar Češljar     |  |
| 10   | Supermen                       | Željko Joksimović, Dino Merlin  | Dino Merlin, Željko Joksimović                                    |  |
| 11   | Bijelo                         | Kazantzis Yorgos, Dino Merlin   | Dino Merlin, Enes Tvrtković                                       |  |
| 12   | Mišići                         | Dino Merlin                     | Dino Merlin, Mahir Beathouse, Dino Šukalo, Amar Češljar           |  |
| 13   | Svila                          | Dino Merlin                     | Dino Merlin, Mahir Beathouse, Dino Šukalo                         |  |
| 14   | Ako nastaviš ovako             | Dino Merlin                     | Dino Merlin, Steve Wellington                                     |  |
| 15   | Na Vi                          | Arjinder Sing Kang, Dino Merlin | Dino Merlin, Mahir Sarihodžić, Dino Šukalo                        |  |